# ألتينيايلا (سيواس)
ألتينيايلا هي بلدة تقع في محافظة سيواس في تركيا. وهي مقر قضاء ألتينيايلا. ويبلغ عدد سكانها 4,307 نسمة (2022). ورئيس بلديتها هو سنان أكبولوت (حزب العدالة والتنمية).  